# GATA1
Эритро́идный фа́ктор транскри́пции, известный также как GATA-свя́зывающий фактор 1 или GATA-1 — белок, кодируемый у человека геном GATA1, локализованным на Х-хромосоме.
GATA-1 является членом семейства факторов транскрипции GATA и участвует в росте клеток и развитии раковых заболеваний. Этот белок играет важную роль в развитии эритроцитов, регулируя переход от гемоглобина плода (F) к гемоглобину взрослого (A). Мутации в этом гене связаны с развитием Х-хромосомной дизеритропоэтической анемии и тромбоцитопении.

## Функции
GATA-1 играет важную роль в развитии эритроцитов и мегакариоцитов, из которых в дальнейшем образуются тромбоциты. Мыши без GATA1 умирают ещё на стадии внутриутробного развития. Показано, что GATA-1 облегчает транскрипцию структурного белка α-спектрина, который имеет решающее значение для формы красных кровяных клеток. Так, установлено, что в организме человека в присутствии GATA-1 скорость транскрипции гена α-спектрина повышается на два порядка.

## Структура
Молекула GATA-1 содержит три области: С-палец, N-палец и активационный домен. С-палец, названный так в связи с близостью C-конца, имеет ДНК-связывающий домен типа цинкового пальца. N-палец, названный так в связи с близостью N-конца, связывается с ДНК и белковым кофактором FOG1. Активационный домен несет ответственность за акселерацию активации транскрипции GATA-1.

## Клиническое значение
Мутации в GATA1 вызывают анемию и тромбоцитопению. Патологические мутации GATA1 могут затрагивать цинковые пальцы в ДНК-связывающих доменах, а также домены, ответственные за взаимодействия GATA1 с другими белками.
Мутации в экзоне 2 гена GATA1 присутствуют почти во всех случаях  острого мегакариобластного лейкоза (AMKL), ассоциированного с синдромом Дауна (DS). В то время как AMKL, как правило, связан с транслокацией (1; 22) и экспрессией слитого мутантного белка, генетические изменения, которые свойственны людям с DS-AMKL, связаны с мутаций GATA1 и формированием усечённого фактора транскрипции (GATA1s).
Те же мутации в экзоне 2 GATA1 присутствует почти при всех случаях переходного миелопролиферативного расстройства (TMD), ассоциированного с синдромом Дауна, или транзиторной лейкемией (TL). Предшествующее состояние, которое переходит в AMKL у 30 % пациентов, может развиться больше чем у 10 % детей с синдромом Дауна. Встречаемость мутации GATA1 составляет примерно 4 % у пациентов с синдромом Дауна, но менее чем у 10 % из них развивается AMKL. Эта мутация присутствует в зародыше, играя раннюю роль в возникновении и развитии лейкемии. В дополнение к скринингу по TL мутация GATA1 при рождении может служить биомаркером повышенного риска развития DS-связанной AMKL.
Повышенные уровни экспрессии GATA1 были выявлены у пациентов с большим депрессивным расстройством. Экспрессия GATA1 в префронтальной коре приводит к снижению экспрессии генов, необходимых для формирования синапсов, потере дендритных шипиков и дендритов и может вызывать депрессивное поведение у крыс.

## Взаимодействия с другими белками
GATA1, как было выявлено, взаимодействует с:
- BRD3[англ.][17][18][19],
- BRD4[17],
- FLI1[англ.][20][21],
- HDAC1[22],
- HDAC3[22],
- HDAC4[22],
- HDAC5[22],
- LMO2[англ.][23],
- TAL1[англ.][24],
- ZBTB16[25],
- ZFPM2[англ.][26].